# Napalm (EP)
Napalm är en EP av finska bandet Rotten Sound. EP:n innehåller tre egna låtar och tre Napalm Death-coverlåtar och innehåller även en bonus DVD inspelad på Obscene Extreme Festival 2007.

## Låtlista
1. "Mindkill" - 1:31
2. "Dead Remains" - 2:16
3. "Brainload" - 1:16
4. "The Kill" (Napalm Death cover) - 0:17
5. "Missing Link (Napalm Death cover) - 2:12
6. "Suffer the Children" - (Napalm Death cover) - 3:41

## Medverkande
- Sami Latva - trummor
- Keijo Niinimaa - sång
- Mika Aalto - gitarr
- Toni Pihlaja - bas